# Especies fósiles de primates de la Argentina

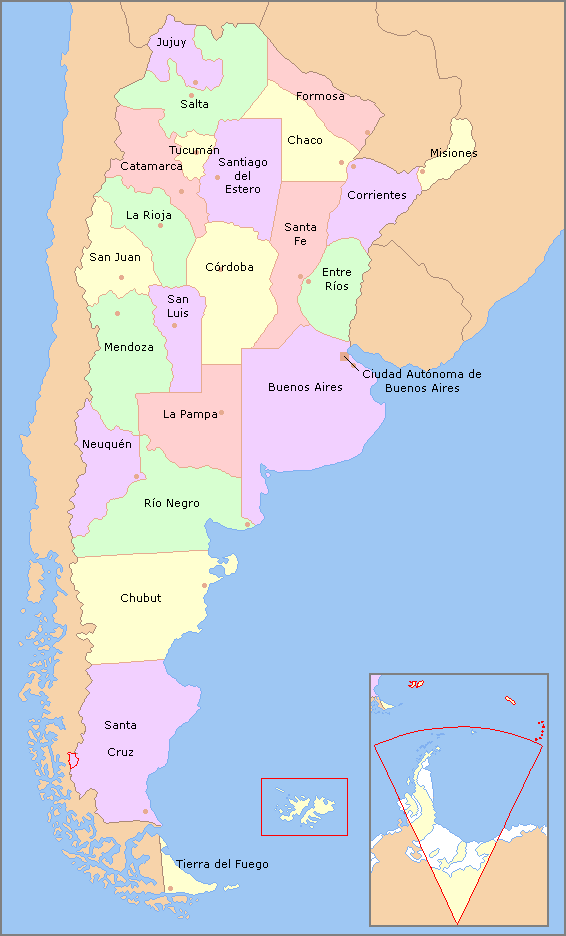
Mapa de la Argentina.

Los primates (Primates) son el orden de mamíferos al que pertenecen el hombre y sus parientes más cercanos. El orden Primates se divide en dos subórdenes, estrepsirrinos, y haplorrinos, que incluye a los tarseros, los monos, los grandes simios y los humanos. Los platirrinos (Platyrrhini) o monos del nuevo mundo son un parvorden que comprende a las cinco familias de primates nativas de América Central y del Sur: Cebidae, Aotidae, Pitheciidae, Atelidae y Callitrichidae ahora reconocidas. La región neotropical es muy rica en especies de Primates, contando con 19 géneros, y 139 especies, con un total de taxas (especies más subespecies) de 199.
En la República Argentina se hacen presentes las 5 familias, con un total de 9 taxones y 8 especies, 2 de ellas introducidas. A su vez, en este país se han colectado restos fósiles de Primates, correspondientes a 9 especies; los hallazgos se produjeron en su totalidad en la Patagonia argentina, desde la provincia de Neuquén hasta el sur de la de Santa Cruz. En la edad Pinturas del noroeste de esta última provincia se han recolectado restos de otras dos especies, aún innominadas, a causa de lo fragmentarios que se presentaron, pero lo adecuadamente caracterizados para resaltar que los mismos no corresponden a las especies actualmente descriptas.
| País      | Cebidae | Callitrichidae | Atelidae | Pitheciidae | Aotidae | Total |
| --------- | ------- | -------------- | -------- | ----------- | ------- | ----- |
| Argentina | 2       | 6              | -        | -           | 1       | 9     |

En el siguiente listado se enumeran las especies fósiles de Primates que se registraron en la Argentina. Por obvias razones no se incluye en la presente lista a los seres humanos. Se aclara la categorización de «fósiles» pues este artículo excluye a las especies vivientes, las que fueron tratadas en otro artículo. Entre los interrogantes que aún persisten, se halla el origen de estos primates neotropicales, aunque las hipótesis más aceptadas los relacionan a los Anthropoidea del norte africano arribados a Sudamérica probablemente hacia el Oligoceno temprano.

## Familia Cebidae
Los cébidos (Cebidae Bonaparte, 1831) son una familia exclusiva del neotrópico que actualmente comprende solo dos géneros vivientes, con un total de 13 especies. La clasificación más reciente coloca otra vez a los callitricidos como una familia aparte, dejando solo a los capuchinos y a los monos ardilla en esta familia.

### Subfamilia Cebinae
Un solo género de la subfamilia Cebinae Bonaparte, 1831.

#### GéneroKillikaike
El género Killikaike Tejedor, 2006 cuenta con una especie.
- Killikaike blakei Tejedor, 2006

Marcelo Tejedor, y sus colegas de la Facultad de Ciencias Naturales de la Universidad Nacional de la Patagonia San Juan Bosco, encontraron en la Patagonia argentina los restos de este género monotípico, los cuales comprenden la frente, el rostro y el paladar, incluyendo un juego de dientes con poco desgaste, lo cual es un indicador importante del linaje. Vivió a comienzos del mioceno tardío, hace 16,4 millones de años. El nombre de la especie hace honor a la estancia donde fue encontrado (Killik aike norte) y a sus propietarios (los señores Blake). Esta propiedad (también llamada Estancia Felton) se ubica a 50 km al noroeste de la ciudad de Río Gallegos, Santa Cruz, Argentina. Son dos los ejemplares colectados, siendo uno de ellos el cráneo de Primate fósil mejor conservado de Sudamérica. En el equipo dirigido por Tejedor también trabajaron los científicos Adán Tauber, Alfred Rosenberger y Carl Swisher; a ellos se sumó María Palacios como representante del Museo Padre Molina —de Río Gallegos—, entidad donde se conservan estos restos fósiles.

### Subfamilia Saimiriinae
Un solo género de la subfamilia Saimiriinae Miller, 1912 (1900).

#### GéneroDolichocebus
El género Dolichocebus Kraglievich, 1951 cuenta con una especie.
- Dolichocebus gaimanensi Kraglievich, 1951

Este mono vivió a fines del período Neógeno, en el Mioceno temprano, hace 20,5 millones de años en la Patagonia argentina. Fue colectado en el valle del río Chubut, en los alrededores de la localidad de Gaiman, en la provincia del Chubut.

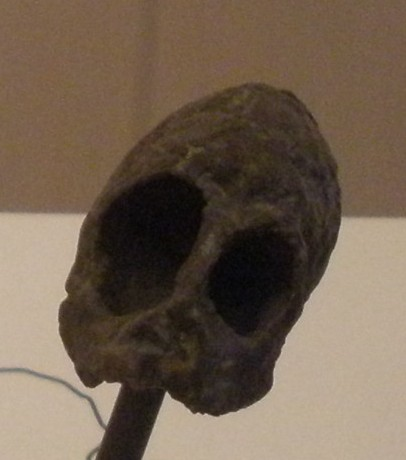
El mono de Gaiman: Dolichocebus gaimanensis.

## Familia Pitheciidae
Los pitécidos (Pitheciidae Mivart, 1865) son una familia exclusiva del neotrópico, que comprende 4 géneros vivientes con un total de 43 especies.

### Subfamilia Callicebinae
La subfamilia Callicebinae Pocock, posee solo un género viviente, el cual está integrado por 29 especies.

#### GéneroSoriacebus
El género Soriacebus Fleagle, 1987 cuenta con dos especies.
- Soriacebus ameghinorum Fleagle et al., 1987

Este simio vivió a comienzos del mioceno tardío, hace 16,4 millones de años en la formación Pinturas, en el noroeste de la provincia de Santa Cruz, Argentina.
- Soriacebus adrianae Fleagle, 1990

Este simio vivió a comienzos del mioceno tardío, hace 16,4 millones de años en la formación Pinturas, en la localidad de Portezuelo Sumich Sur, en el noroeste de Santa Cruz, Argentina.

#### GéneroHomunculus
El género Homunculus Ameghino, 1894 cuenta con una especie.
- Homunculus patagonicus Ameghino, 1891

Este mono vivió en la Patagonia argentina. El sitio donde fue descubierto se ubica en la estancia La Costa, a 60 km al norte de la ciudad de Río Gallegos, Santa Cruz, Argentina. Los hallazgos los realizó Carlos Ameghino en 1890 y 1891, los que fueron la base de la descripción de dos especies, ésta y Anthropops perfectus Ameghino, la cual en 1931 pasó a la sinonimia de la primera.
Homunculus significa: 'hombrecillo', pues Ameghino encontraba al cráneo semejante al de los humanos. Él postulaba que este simio era un antepasado de los Antropomorfos y de nosotros mismos, teoría compartida por el dr. Mahoudeau profesor de la Escuela de Antropología de París. Estudios posteriores desestimaron esta hipótesis. En 1981 Philip Hershkovitz encontró una mandíbula correspondiente a este género, pero con una antigüedad 3 millones de años anterior al ejemplar tipo; fue descubierto al sur del lago Colhué Huapi, Chubut.

#### GéneroCarlocebus
El género Carlocebus Fleagle, 1990 cuenta con dos especies.
- Carlocebus carmenensis Fleagle, 1990

Vivió a comienzos del mioceno tardío, hace 16,4 millones de años en la formación Pinturas, de la provincia de Santa Cruz, Argentina.
- Carlocebus intermedius Fleagle, 1990

Vivió a comienzos del mioceno tardío, hace 16,4 millones de años en la formación Pinturas, de la provincia de Santa Cruz, Argentina.

#### GéneroProteropithecia
El género Proteropithecia Kay et al., 1998 cuenta con una especie.
- Proteropithecia neuquenensis Kay et al., 1998

Fue encontrado en sedimentos del Colloncurá (Mioceno medio) en el  Cañadón del Tordillo, en Neuquén, Argentina.

## Familia Aotidae
Los aótidos (Aotidae Poche, 1908 (1865)) son una familia exclusiva del neotrópico, que comprende 1 solo género viviente, con un total de 11 especies; de ellas, una sola especie se encuentra hoy en la Argentina. Son los únicos monos nocturnos.

### GéneroTremacebus
El género Tremacebus Hershkovitz, 1974 cuenta con una especie.
- Tremacebus harringtoni Rusconi, 1933

Este mono vivió a fines del período Neógeno, en el Mioceno temprano, hace aproximadamente 20 millones de años. Carlos Rusconi recibió
la muestra en 1932 enviada por Harrington Thoma's, quien lo recogiera junto con otros restos fósiles de mamíferos de la edad Colhuehuapense, a unos 12 km al suroeste del cerro Sacanana, en el centro norte de Chubut.

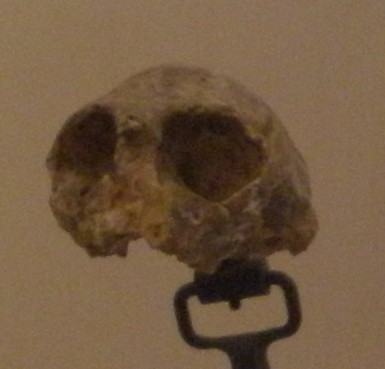
El mono: Tremacebus harringtoni.